# Пять лёгких пьес
«Пять лёгких пьес» (англ. Five Easy Pieces) — роуд-муви режиссёра Боба Рейфелсона (1970), внесённый в Национальный реестр фильмов и признанный одним из краеугольных камней «Нового Голливуда». Фильм сделал звездой исполнителя главной роли Джека Николсона.

## Сюжет
Название фильма отсылает к сборнику музыкальных произведений, которые начинающий пианист должен разучить, прежде чем переходить к более сложным композициям.
Роберт Дюпи из музыкальной семьи, подававший большие надежды пианист. Он бросает спокойную обеспеченную жизнь и едет в Калифорнию на заработки в нефтяном промысле. Роберт живёт со своей подругой официанткой Рэйетт в трейлере и коротает жизнь за пивом и боулингом. Рэйетт беременна от него. Роберт бросает работу и отправляется в Лос Анджелес. Там он узнаёт от сестры Партиты, приехавшей на сессию звукозаписи, что отец плохо себя чувствует и может вскоре умереть. Роберт решает навестить его. Одна из сюжетных линий — путешествие Роберта сквозь череду дешёвых мотелей и придорожных закусочных северо-запада США. В закусочной по дороге Роберт устраивает скандал, повздорив с официанткой, отказавшейся принести блюдо, которого не было в меню.
Роберт, оставив свою подругу в мотеле, отправляется в родной дом, расположенный на одном из островов залива Пьюджет. Добравшись до дома, Роберт восстанавливает отношения с родными. Отец, перенесший инсульт, не поднимается из коляски и не узнаёт его. Его брат Карл — скрипач — помолвлен с молодой пианисткой Кэтрин. За спиной у Карла между Кэтрин и Робертом случается спонтанная близость. Роберт задерживается дольше, чем ожидал. У Рэйетт кончаются деньги, и она из отеля приезжает в дом к Роберту. Возникает неловкая ситуация, заканчивающаяся дракой между Робертом и медбратом, ухаживающим за его отцом. Кэтрин заявляет, что не может быть близка с Робертом, потому что он не любит никого, включая себя. Роберт пытается поговорить с отцом, но тот не реагирует на его отчаянные попытки. Роберт и Рэйетт уезжают. Провожает его только Партита.
В финальной сцене Роберт и Рэйетт останавливаются на заправке. Рэйетт выходит купить кофе, и Роберт оставляет ей свой бумажник. Роберт заходит в туалет, задумавшись смотрит в зеркало. Затем, не забрав даже куртку, выходит наружу, садится к первому попавшемуся дальнобойщику и уезжает, видимо, на Аляску. Растерянная Рэйетт бродит по заправке.

## В ролях
- Джек Николсон — Роберт Дюпи
- Карен Блэк — Рэйетт Дипесто
- Билли Грин Буш — Элтон
- Фэнни Флэгг — Стоуни
- Салли Струтерс — Бетти
- Марлена Макгуайр — Твинки
- Лоис Смит — Партита Дюпи
- Ирен Дэйли — Самиа
- Сьюзан Энспач — Кэтрин ван Уст
- Ральф Уэйт — Карл Дюпи
- Хелена Каллианиотис — Палм Аподака
- Тони Бэзил — Терри Гроуз
- Ричард Стал — инженер звукозаписи
- Лорна Тэйер — официантка

## Награды
- 1971 — 4 номинации на премию «Оскар»: лучший фильм года (Боб Рейфелсон, Ричард Векслер), лучшая мужская роль (Джек Николсон), лучшая женская роль второго плана (Карен Блэк), лучший оригинальный сценарий (Кэрол Истмен, Боб Рейфелсон)
- 1971 — премия «Золотой глобус» за лучшую женскую роль второго плана (Карен Блэк), а также 4 номинации: лучший фильм-драма, лучший драматический актёр (Джек Николсон), лучший режиссёр (Боб Рейфелсон), лучший сценарий (Кэрол Истмен, Боб Рейфелсон)
- 1971 — премия Национального совета кинокритиков США за лучшую женскую роль второго плана (Карен Блэк)
- 1971 — номинация на премию Гильдии режиссёров США Америки за лучшую режиссуру — Художественный фильм (Боб Рейфелсон)
- 1971 — номинация на премию Гильдии сценаристов США за лучшую оригинальную драму (Кэрол Истмен)
- 2000 — фильм помещен в Национальный реестр фильмов

## Значение
Наряду с лентой «Беспечный ездок» (1969), фильм «Пять лёгких пьес» стал отправной точкой для формирования американского независимого кино. Как и «Беспечный ездок», он был снят за гроши, но вместе с тем воспринимался отнюдь не как дешёвый продукт: вышел в широкий прокат и был снисходительно принят голливудским истеблишментом в лице Киноакадемии. Известный кинокритик Роджер Эберт назвал его «пронзительным по накалу шедевром», а героя Николсона — «одним из самых незабываемых персонажей американского кинематографа».